# Філософія ацтеків
Філософія ацтеків (Tlamatiliztli) — система поглядів освіченої частини ацтекського суспільства на процеси, що відбуваються в навколишньому світі, спроба знайти їм раціональне або зрозуміле пояснення. Ацтеки сформували розвинену філософську школу, яку порівнюють з філософією Стародавньої Греції. Основу складали монізм, дуалізм, етика і естетика. Була тісно пов'язана за міфологією ацтеків.

## Передумови
Розвиток ацтекської державності, відтворення багатьох знань раніше загиблих народів, перш за все тольтеків, призвів до створення потужної системи освіти в Теночтітлані та підвладним йому містам. Покращення культурного та освітнього рівня знаті та частини простолюдинів, з яких відокремились потчтека-купці, що сприяло розширенню уявлень про навколишній світ, ацтеки зрозуміли, що він не обмежується Анауаком (Мексиканською долиною), контакти з цивілізацією майя — все це разом із збереженням старовинних вірувань сприяв розвитку думки перших нечисленних науковців-тламатіні. Найвідомішими були Несауалькойотль, Текайуатцін, Тлакаелель.
Вони намагалися знайти пояснення свого життя і своїх справ, яким через очікуване кінця п'ятого сонця загрожує знищення. До переконання в тому, що все неминуче має загинути, додавалося глибокий сумнів щодо того, що може бути після смерті. При цьому виникло бажання встановити якусь незмінне явище, константу.
Водночас на розвиток філософської думки невід'ємно впливали міфологічні уявлення, які намагалися пристосувати до змін, що відбувалися у політичному, економічному і соціальному житті ацтеків. Саме у поєднанні релігійного й раціонального, тобто потойбічного і життєвого базується початок й сам розвиток філософії ацтеків.

## Космологія
Космологічні ідеї спочатку виражалися за допомогою метафор і виступали у формі міфів, де містяться глибокі думку універсальної цінності. В основу покладено принцип дуалізму та монізм одночасно. В результаті довгого міркування ацтеки прийшли до двоїстості початку всього існування. Його символічно відображено в образі Ометеотля (бога дуальності), що виступає у своїй двоїстої жіночо-чоловічий формі: тлалламанак (дає основу землі) і тлаллічкатл (одягає землю бавовною), він чорне і червоне, день і ніч. Тим не менше він ясно висловлює єдине начало, єдину дійсність, володіючи одночасно двома властивостями: чоловічим і жіночим (Ометекутлі й Омесіуатль), він розуміється як творче ядро, є загальною основою життя і всього існуючого. Світ, сонце, зірки отримують своє буття від Ометеотла, все залежить від нього. В силу своєї основної творчої функції він є матір'ю і батьком богів, він створює інші природні сили, обожнені релігією ацтеків. В свою чергу цей бог мешкає в Омейокані (місце дуальності), що знаходиться вище «9 (за іншими варіантами 12 або 13) перекладин», що утворюють небеса.
Його один з синів та продовження — Тецкатліпока також виступає у двох образах (чорно і червоного, позитивного і негативного). За деякими старовинними міфами чорний та червоний Тецкатліпоки були уособленням Ометеотля. Принцип двоїстості також помітний в міфах про інших богів і богинь (Шочипіллі та Шочікечаль та ін.) ацтекського пантеону.

## Простір і час
Розуміння цих понять в ацтеків зазнало сильного впливу міфології та астрономії. Вони уявляли собі простір як вертикальний світ із тринадцятьма небесами догори і з дев'ятьма адами донизу, які були пов'язані з областю мертвих і з потойбічністю. Ацтеки розуміли ці небеса як космічні області, розташовані одна над іншою і розділення свого роду перекладинами, які одночасно були свого роду підлогами або шляхами, по яких рухалися різні небесні тіла.
Така форма розглядати простір у всіх його напрямках дала ацтекам своєрідну точку зору про те, що сьогодні називається об'єктивною реальністю Всесвіту. В ньому також відображено динамізм часу, який творить і руйнується допомогою боротьби.
Ідея боротьби, антропоморфний застосована до космічних сил, є саме тією формою, за допомогою якої ацтекські філософи пояснювали розвиток Всесвіту, який відбувався в різні періоди часу. В його основу покладено принцип циклічності. Спочатку, відразу після його виникнення, мало місце рівновагу сил. Проте ця рівновага виявилася неміцною: міфологічні битви Кетцалькоатля і різних Тецкатліпока зруйнували його. Так як ніхто з чотирьох богів не існував сам по собі і насправді не був основою Всесвіту, бо це було справою Ометеотля, то їх положення було ненадійним і нестійким.
Лише Ометеотль існує сам по собі. Його діти є силами, які перебувають в стані напруги, вони позбавлені спокою і несуть в собі зародок боротьби. У своєму прагненні до панування кожен з них намагається ототожнити себе з Сонцем, щоб керувати життям людей і долею світу. У кожній із земних епох — у кожному Сонці — панує один з них, символічно виражений через певний елемент — землю, повітря, вогонь і воду — і однією з сторін світу. Той короткий проміжок часу, протягом якого йому вдається стримати вплив сил суперників, являє собою одну з світових епох, здаються для смертних доволі довгими. Але врешті-решт починається боротьба і наступне за нею руйнування. Тецкатліпока і Кетцалкоатль борються, знищують один одного і знову з'являються на полі битви.
Зі спроби розв'язати цю проблему у ацтеків виник честолюбний проект: перешкодити або принаймні відсунути катаклізм, який повинен був покінчити з їх Сонцем, п'ятим за рахунком. Ця ідея, що стала зрештою нав'язливою, була саме тією ідеєю, яка надихнула жителів Теночтітлана і додала їм могутність, зробивши їх, у власному уявленні, обраним народом, який вважає, що його місія полягає в тому, щоб в космічній боротьбі перебувати на стороні Сонця, на боці добра, сприяти його перемозі над злом, надавати всьому людству блага для перемоги сил світла над похмурою владою ночі.

## Метафізика
На думку ацтекських філософів, незважаючи на те що все має тимчасовий характер, існує спосіб пізнати істинне — це поезія. Остання виступає як форма метафізичного вираження — на основі метафори — і є спробою подолати перехідний характер, сновидіння тлалтікпака (того, що на землі). Тламатініме-філософи вважали себе не в змозі адекватно висловити те, що знаходиться по той бік: «те, що нас перевершує». Але вони стверджували, що за допомогою метафори — поезії «квітки і пісні» — зможуть осягнути істинне. Вони підтверджують це, вказуючи, що саме поезія має божественне походження: «приходить зверху», тобто є результатом інтуїції, яка зачіпає найпотаємніше в людині, змушує його вимовляти слова, які проникають у сутність того, що перевершує найгрубіший досвід. У цьому відношенні «квітка і пісня» (поезія) являють собою ту мову, якою ведеться діалог між божеством і людьми.

## Доля людини
Релігійний світогляд ацтеків розглядав можливість зміни долі людини, визначеної днем народження, — її можна було пом'якшити або «нейтралізувати» вибором сприятливої дати для «хрещення». Виходячи з визначеної таким чином долі (тоналлі) кожної людини, допускалося, що своїм бажанням і сам собі вимовляючи (монотца), людина могла домогтися, щоб усе в його житті йшло добре, так само як погубити себе, незважаючи на те, що народилася в сприятливий день.
Ацтеки вірили в особливий вплив різних знаків і чисел тональпоуаллі. Разом з тим допускали як можливість завдяки самоконтролю (монотца) подолати фатальність долі, і навпроти можливість погубити себе через недбалість.

## Етика і естетика
Одним з ключових принципів було завдання для ацтека, особливо знатного, жити морально і добродійно, бути стриманим, подолати свої вади, не зловживати алкоголем, брати участь у заняттях та справах, корисних для держави. Ці норми закладалися у розуміння ацтеків під час навчання в школах.
Ці практичні завдання ґрунтувалися на етичній концепції ацтекських філософів — тламанітіліцтлі, яке було вищим критерієм судження про добро і зло кожного вчинку. Добро (інкуаллотль) — те, що підходяще, вигідне й правильне для людини та його оточення, зло (інакуаллотль) — неправильне. Для визначення вчинків, на думку ацтеків, слід розуміти збагатить він чи ні духовно людину.
До зла ведуть порочність (тлауелілокайотль) і жадібність (тлакацольотль). Перше породжує зло тому, що позбавляє правильності людську дію, а друге — виражає зловживання і надмірне володіння тим, що саме по собі є хорошим, знецінює через відсутність самоконтролю те, від чого речі могли б бути бажані.
Основою шляху до добра (тлалтікпак) є повсякденна праця. При цьому потрібно запобігати порочності і жадібності.
Одним з важливих засобів формування етичних засада дорослої людини ацтекські філософи надавали мистецтву. Воно повинно було сприяти також естетичному вихованню тих, хто споглядав та тих, хто ним займався. Усіх їх мистецтво, на думку ацтеків, робить людей гуманними, вони не втрачають обличчя та серце (тобто честь і душу).